# Гринки, Зак
Дональд Закари «Зак» Гринки (англ. Donald Zackary "Zack" Greinke, род. 21 октября 1983 года) — американский профессиональный бейсболист, стартовый питчер клуба Главной лиги бейсбола «Хьюстон Астрос». Ранее также выступал за клубы «Канзас-Сити Роялс», «Милуоки Брюэрс», «Лос-Анджелес Энджелс», «Лос-Анджелес Доджерс» и «Аризона Даймондбэкс». Гринки страдает социофобией, из-за чего даже подумывал о завершении карьеры.
Был выбран на драфте МЛБ 2002 года клубом «Канзас-Сити Роялс» сразу после школы, где он становился игроком года по версии Gatorade. После нескольких лет в низших лигах Гринки дебютировал в МЛБ в 2004 году. Из-за своей болезни в 2005—2006 годах он почти покинул бейсбол и пропустил почти весь сезон 2006 года. Но в 2007 году вернулся, вначале как релиф-питчер, а в 2008 году уже вошёл в стартовую ротацию, став одним из лучших питчеров лиги. В 2009 году он принял участие в матче всех звёзд МЛБ, был лидером лиги по earned run average и завоевал приз Сая Янга. В 2011 году он был обменян в «Брюэрс», а в 2012 в «Энджелс». В 2013 году он в качестве свободного агента подписал рекордный для праворукого питчера контракт с «Доджерс».

## Профессиональная карьера

### Аризона Даймондбэкс
8 декабря 2015 года Гринки подписал шестилетнее соглашение на сумму 206,5 млн долларов с «Аризоной Даймондбэкс». Дебют Гринки за Аризону состоялся уже в день открытия чемпионата, когда он вышел в матче против «Колорадо Рокиз». В игре Зак пропустил семь очков за четыре иннинга, включая два хоум-рана от дебютанта высшей лиги Тревора Стори. В итоге, «Даймондбэкс» проиграли со счётом 10:5. Вторую игру Гринки провёл 9 апреля против "Чикаго Кабс. В матче он пропустил три очка уже в первом иннинге, и с трудом закончил оставшиеся ауты. «Даймондбэкс» же опять проиграли со счётом 4:2. Первая победа Зака пришлась на игру против «Сан-Франциско Джайентс», в которой питчер пропустил всего одно очко за шесть иннингов. 3 июля 2016 года Гринки был помещён в список травмированных.

## Стиль подач
Гринки бросает шесть разных подач:
- Фор-сим фастбол — от 92 до 96 миль в час (148—154 км/ч)
- Ту-сим фастбол — от 91 до 95 миль в час (146—153 км/ч)
- Каттер — от 88 до 91 миль в час (142—146 км/ч)
- Слайдер — от 83 до 86 миль в час (134—138 км/ч)
- Кёрвбол — от 68 до 77 миль в час (109—124 км/ч)
- Ченджап — от 85 до 87 миль в час (137—140 км/ч)[8]

## Личная жизнь
Гринки женат на Эмили Кучар, с которой познакомился ещё в школе. Кучар ранее работала чирлидером «Даллас Ковбойз» и была Мисс Дейтона-Бич США 2008. 17 апреля 2015 года Кучар через свой аккаунт в Twitter объявила, что они ожидают рождения первого ребёнка. 23 июля 2015 года у пары родился сын — Боуд.
Младший брат Зака, Люк, также играет в бейсбол на позиции питчера. Он выступал за Обернский университет, а на драфте МЛБ 2008 года был выбран в 12 раунде клубом «Нью-Йорк Янкис», однако вынужден был покинуть спорт из-за травм.